# سیم (ماهی)

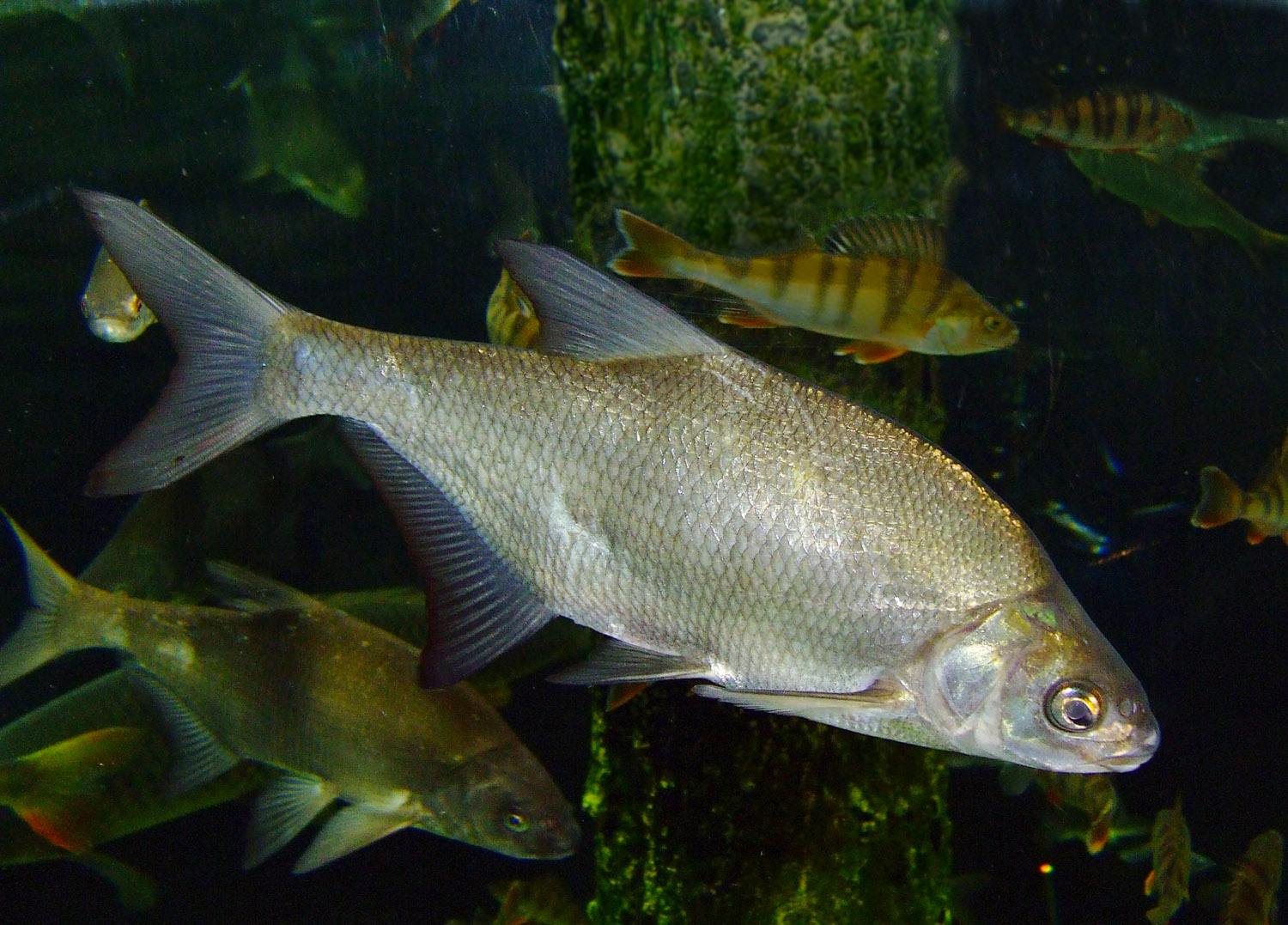
ماهی سیم.

سیم نامی عمومی است برای اشاره به شماری از ماهیان آب شیرین به‌ویژه برای اشاره به ماهی سیم.
شانک‌ماهیان را گاه سیم دریایی نیز می‌گویند.